# Iluzjon (zespół muzyczny)
Iluzjon – polski zespół muzyczny z Warszawy.
Grupa działała w latach 2000-2010. Założona przez wokalistę, klawiszowca, aranżera, kompozytora i autora tekstów – Michała Dziadosza. Od 2006 jako kwartet. Iluzjon w swojej konwencji, w której punktem wyjścia jest art rock, nawiązywał do jazzu, ambientu, popu, hard rocka, rocka psychodelicznego i poezji śpiewanej. W muzyce zespołu usłyszeć można echa takich wykonawców, jak King Crimson, David Sylvian, Peter Gabriel, Marillion. Wiosną 2005 zespół zadebiutował na oficjalnym rynku swoim pierwszym CD zatytułowanym City Zen.

## Skład
- Michał Dziadosz – śpiew, instrumenty klawiszowe, sample, loopy, teksty, kompozycje
- Marcin Drumew – gitara basowa
- Katarzyna Makowska – gitary
- Grzegorz Nowak – perkusja

## Dyskografia
nieoficjalna:
- China Blue (2001)
- Urban Legends (2002)
- Oficjalne demo (2003)

oficjalna:
- City Zen  (2005)
- No phantoms in (2007)
- Silent Andromeda (2009)